# Alain Goma
Alain Goma (Sault, Francia, 5 de octubre de 1972) es un exfutbolista francés, se desempeñaba como defensa o lateral y se retiró en 2008. Fue internacional con la selección de fútbol de Francia en los años 1990.

## Clubes
| Club                | País       | Año       |
| ------------------- | ---------- | --------- |
| AJ Auxerre          | Francia    | 1990-1998 |
| Paris Saint-Germain | Francia    | 1998-1999 |
| Newcastle United    | Inglaterra | 1999-2001 |
| Fulham FC           | Inglaterra | 2001-2006 |
| Al-Wakrah SC        | Catar      | 2007-2008 |

## Palmarés
AJ Auxerre
- Ligue 1: 1995-96
- Copa de Francia: 1994, 1996

- Datos: Q2298554